# Fire in the Lake
Fire in the Lake: The Vietnamese and the Americans in Vietnam est un livre écrit par la journaliste américaine Frances FitzGerald édité et publié en 1972 chez Back Bay Publishing (en) ainsi que chez Little, Brown and Company. 
L'ouvrage a remporté en 1973 plusieurs prix littéraires, dont le prix Pulitzer de l'essai, le National Book Award en histoire contemporaine (Contemporary Affairs) et le prix Bancroft.